# Die Verschollene Flotte
Die verschollene Flotte (engl. Originaltitel The Lost Fleet) ist eine Romanreihe über eine Space Opera des amerikanischen Autors John G. Hemry alias Jack Campbell, die auf Grundlage der Anabasis die Geschichte einer im Feindgebiet abgeschnittenen Schlachtflotte erzählt.

## Hintergründe
In einer nicht näher datierten Zukunft haben sich mehrere große menschliche Sternennationen gebildet.

### Die Allianz und ihre Verbündeten
Neben der Allianz gibt es zwei kleinere Sternennationen, die zu den Verbündeten der Allianz zählen: Die Rift-Föderation und die Callas-Republik. Sie sind im Wesentlichen demokratisch geprägt und weisen alle Merkmale eines demokratischen Staatsgebildes auf: Wahlen, eine demokratisch gewählte Regierung und Rechte des Einzelnen.
Angeschlossen an die Infrastruktur der Allianz ist auch die Erde, die sich allerdings von früheren Zeiten und Kriegen nicht erholt hat, und die daher keine entscheidende Rolle spielt. Sie ist außerdem seit Jahrhunderten demilitarisiert und neutral.

### Die Syndikatswelten
Die Syndikatswelten (oft als Syndiks bezeichnet) tragen Anzeichen eines diktatorischen Staatengebildes mit einer großen Zahl von Großunternehmen, deren Einfluss jedoch unklar bleibt. Zu den Einrichtungen der Syndikatwelten gehören interne Sicherheitsorganisationen und ein Militär, das auch Aufruhr in der Bevölkerung unterdrücken soll.

### Außerirdische Rassen
Die am häufigsten auftretende außerirdische Rasse sind die Enigma, deren Erscheinungsbild zunächst unbekannt ist. Soweit Kontakt aufgenommen werden konnte, verwendeten sie stets künstlich generierte Bilder von Menschen, um zu kommunizieren. Sie leben von der Allianz aus gesehen hinter dem Territorium der Syndikatwelten und sind die wahren Erfinder der Hyperraumtechnologie.
Im achten Band trifft die Allianz-Flotte auf zwei weitere außerirdische Rassen, die Bärkühe und die Spinnenwölfe, und wird in deren Konflikt hineingezogen.

### Der Krieg
Der Krieg, der den Hintergrund der Romanreihe bildet, dauert zum Zeitpunkt der Handlung schon 100 Jahre an. Captain John Geary kämpfte in der ersten Schlacht – der Schlacht von Grendel – gegen die Syndiks. Der Überraschungsangriff wurde allerdings durch die Allianz zurückgeschlagen.
Im Laufe des Krieges gab es zwar kurze Phasen des Waffenstillstands, allerdings flammten die Kämpfe danach wieder auf. Schwere Verluste auf beiden Seiten und Kriegsverbrechen zeichnen den Hintergrund des Verzweiflungsunternehmens, die die Allianz-Flotte in den Syndik-Raum geführt hat.

### Technik
Raumschiffe der Romanreihe sind in der Lage, mit konventionellen Antrieb ein Zehntel der Lichtgeschwindigkeit zu erreichen. Kriegsschiffe können auch bis auf das Doppelte beschleunigen. Höhere Geschwindigkeiten wären möglich, werden aber nicht eingesetzt, da die auftretenden „relativistischen“ Störungen von den Schiffssystemen nicht mehr sinnvoll kompensiert werden können und die Schiffe in einer Schlacht nicht präzise manövrieren könnten. Daneben gibt es den Sprungantrieb, der Raumschiffe befähigt, von Sprungpunkten in einem Sternensystem zu Sprungpunkten in einem anderen Sternensystem zu springen. Der Sprungantrieb hat eine nichtgenannte, technische Maximalreichweite an Lichtjahren, die er überspringen kann. Außerdem vergeht Zeit während des Sprungs. Kurze Sprünge dauern einige Tage, längere Wochen.
Die Hyperraumtore verbinden untereinander Sternensysteme. Technische Details bleibt der Autor hier aber schuldig.

### Glaube
In der Romanreihe selbst wird anstatt des Monotheismus nunmehr der Ahnenkult als praktizierte Religion dargestellt.

## Handlungen der Romane

### Furchtlos
Furchtlos (engl. Originaltitel Dauntless) ist der erste Roman der Reihe und am 9. November 2010 im Bastei Lübbe Verlag erschienen.
Der Roman setzt ohne Darstellung der Vergangenheit im Heimatsternensystem der Syndikatwelten ein. Die Flotte der Allianz und ihrer Verbündeten sollte den seit über hundert Jahren andauernden Krieg mit einem entscheidenden Schlag gegen das Heimatsystem der Syndiks beenden, indem sie die neue Technologie des Hypernets verwendet. Stattdessen geriet die Flotte in einen Hinterhalt und die Flucht der dezimierten Hauptstreitmacht mittels des Hypernets scheint aussichtslos. Der Befehlshaber der Allianz-Flotte verlässt sein Flaggschiff, um mit den Syndik-Befehlshabern zu verhandeln, wird aber von den Syndiks getötet.
Zuvor hatte er das Kommando über die Flotte noch an Captain John Geary (Spitzname Black Jack) übergeben; dieser hatte in einer Rettungskapsel 100 Jahre im Kälteschlaf verbracht und war von der Allianz-Flotte auf ihrem Weg gerettet worden. Es gelingt ihm, mit nahezu der gesamten Flotte aus dem Heimatsystem der Syndiks zu fliehen, indem er statt des Hypernets die frühere Standardprozedur für das interstellare Reisen verwendet, nämlich den Sprungpunkt des Systems anzusteuern, um von dort aus in ein nahegelegenes Sternensystem zu gelangen.
Im System Corvus angelangt, muss Geary seine Autorität zunächst bei denjenigen Kapitänen durchsetzen, die mit seiner Vorgehensweise nicht einverstanden sind, noch tiefer in den Raum der Syndikatwelten vorzustoßen, anstatt den nächsten Weg nach Hause zu nehmen. Außerdem versucht er, die Vorräte der Flotte aufzustocken, sieht sich dabei aber mit einer Falle der Syndiks konfrontiert.
Das als Nächstes angesprungene Sternensystem Kaliban ist von den Syndiks schon vor Jahrzehnten aufgegeben worden. Geary beschließt daher, dass die Flotte einige Zeit in diesem System bleiben soll, um erstens dringend benötigte Rohstoffe aus alten Bergbauanlagen zu gewinnen und um zweitens mit der Flotte Manöver und Kampftaktiken zu trainieren. Bei der Inbetriebnahme der Anlagen stoßen sie auf Indizien für die Existenz einer unbekannten, nichtmenschlichen Intelligenz. Nach zwei Wochen trifft eine Streitmacht der Syndiks ein. Da die Allianz-Flotte zahlenmäßig überlegen ist, entschließt er sich, den Kampf aufzunehmen. In der anschließenden Schlacht wird die Flotte der Syndiks aufgrund eines überlegenen Manöverplans von Geary restlos ausgelöscht.
Bei der Besprechung mit den Kommandeuren nach der Schlacht wird deutlich, dass eine Gruppe von Kapitänen Geary ablehnend gegenübersteht und seine weiteren Pläne nicht billigt. Trotzdem entschließt er sich, mit der Flotte ins System Sutrah und damit noch tiefer in den Syndikraum zu springen, anstatt zu versuchen, den kürzesten Weg nach Hause zu nehmen.

### Black Jack
Black Jack (engl. Originaltitel Fearless) ist der zweite Band der Romanreihe und wurde bei Bastei-Lübbe am 4. Februar 2011 veröffentlicht.
Beim Einflug in das Sternensystem Sutrah entdeckt die Flotte, dass sich auf dem fünften Planeten ein Lager mit Kriegsgefangenen der Allianz befindet. Unter den befreiten Gefangenen befindet sich Captain Falco, genannt Falco, der Kämpfer. Geary wird schnell klar, dass der ehrgeizige Falco ein Problem für ihn und die Flotte darstellt. In einem persönlichen Gespräch mit Falco treten die unterschiedlichen Vorstellungen der beiden hinsichtlich des weiteren Vorgehens klar zu Tage.
Während die Flotte Kurs auf einen der Sprungpunkte nimmt, um von dort aus in das System Strabo zu springen, nutzt Falco diese Gelegenheit, um auf ein anderes Schiff zu gelangen. Im System Strabo angekommen, muss Geary dann ohnmächtig zusehen, wie 39 Schiffe einen anderen Sprungpunkt als den von ihm vorgegebenen anfliegen, da es Falco gelungen ist, die Kommandeure dieser Schiffe auf seine Seite zu ziehen.
Die restlichen Schiffe der Flotte springen wie geplant ins System Cydoni. Dort stellt Geary ausgewählten Kommandeuren seinen Schlachtplan vor, um nach dem Sprung in das System Sancere die dortigen Raumschiffswerften anzugreifen und das Hypernetportal zu erobern. Als er sich in diesem Zusammenhang mit der Technologie der Hypernetportale beschäftigt, die schlimmstenfalls das Zerstörungspotential einer Supernova hat, kommt er zu der Schlussfolgerung, dass diese Technologie vermutlich nichtmenschlichen Ursprungs ist.
Nach der Ankunft im System Sancere beginnt die Flotte mit einem massiven Angriff auf die dortigen Einrichtungen, dem die Syndiks wenig entgegensetzen können. Auf dem Weg zum Hypernetportal wird klar, dass die Syndiks das Portal eher zerstören werden, als es der Allianz-Flotte zu überlassen. Beim Portal angekommen, kann Geary die Zerstörung zwar nicht verhindern, aber es gelingt ihm, deren Auswirkung auf ein Minimum zu beschränken. Danach kann die Flotte die Orbitalstationen plündern, um ihre Vorräte zu ergänzen.
Die letzten verbliebenen Kriegsschiffe der Syndiks versuchen, einen Teil der im System verstreuten Allianz-Flotte anzugreifen. Nachdem der Angriff abgewehrt worden ist, springt die Flotte in das System Ilion. Als Falco und seine Schiffe das System Sutrah verließen, hatte Geary ihnen noch die Nachricht übermitteln lassen, dass die Flotte im System Ilion auf sie warten würde. Im System Ilion macht sich die Flotte nun für die Ankunft der Schiffe bereit.
Als 13 überlebende Allianz-Schiffe endlich im System ankommen, werden sie von einigen Syndik-Schiffen verfolgt, die aber relativ mühelos zerstört werden können. Wenig später trifft die Hauptstreitmacht der Syndiks im System ein. In der anschließenden Schlacht bleibt die Allianz-Flotte siegreich, erleidet aber einige Verluste. Geary lässt Falco und einige Kapitäne in Arrest nehmen. Danach springt die Flotte zuerst ins System Tavika und von dort aus in das System Baldur.

### Fluchtpunkt Ixion
Fluchtpunkt Ixion (engl. Originaltitel Courageous) ist der dritte Band der Reihe und erschien bei Bastei-Lübbe am 7. April 2011.
Nachdem die Flotte im System Baldur angekommen ist, erkennt Geary, dass die zuletzt aufgenommenen Vorräte aufgrund fehlerhafter Berechnungen nicht ausreichen. Auf dem Mond eines Gasriesen können die benötigten Materialien aber beschafft werden. Danach gibt er den Kommandeuren seine geplante weitere Reiseroute bekannt; dabei muss er feststellen, dass er trotz seiner bisherigen Erfolge nach wie vor erbitterte Gegner unter diesen hat. Im Anschluss springt die Flotte zunächst ins System Sendai. Da dieses System aber nur aus einem Schwarzen Loch besteht, springt die Flotte weiter ins System Daiquon.
Beim Austritt aus dem Sprungpunkt treffen sie auf Schiffe der Syndiks, die gerade dabei sind, diesen Sprungpunkt zu verminen. Die Allianz-Flotte kann diese Schiffe zwar ausschalten, verliert aber ebenfalls einige Einheiten. Da Geary davon ausgeht, dass sie auch an ihrem nächsten Ziel von den Syndiks erwartet werden, versucht er die Flotte, so gut es geht, darauf vorzubereiten und teilt den Kommandeuren seine Pläne mit. Nach der Besprechung bleibt ein Kommandeur zurück, der Geary eröffnet, dass er für eine Gruppe von Kommandeuren spricht: sie würden vorbehaltlos hinter ihm stehen, falls er beabsichtigen sollte, nach der Rückkehr in den Allianzraum die Macht zu ergreifen.
Danach springt die Flotte ins System Ixion, wo sie, wie vermutet, von Schiffen der Syndiks erwartet wird. Die Flotte kann die Syndiks relativ problemlos ausschalten, da es nur wenige Schiffe mit unerfahrenen Besatzungen sind. Nach Diskussionen mit einigen Vertrauten entschließt sich Geary, in das System Lakota zu springen, obwohl sich dort ein Hypernetportal befindet. Nach der Ankunft im System Lakota begibt sich die Allianz-Flotte auf den Weg zu einem der anderen Sprungpunkte im System. Als eine Syndik-Flotte aus einem weiteren Sprungpunkt austritt und Kurs auf den Ziel-Sprungpunkt der Allianz-Flotte nimmt, trifft Geary die Entscheidung, diese Flotte anzugreifen, obwohl die Energie- und Materialreserven der Flotte am Schwinden sind. Nachdem sich die beiden Flotten mehrmals angegriffen und sich dabei Verluste zugefügt haben, tritt aus dem Hypernetportal eine weitere Syndik-Flotte ins System ein, die der Allianz-Flotte bei weitem überlegen ist.
Geary beschließt, den Kampf abzubrechen und ins System Ixion zurückzukehren, um die Syndik-Flotten nach Möglichkeit einzeln zum Kampf zu stellen. Da die beiden Syndik-Flotten die Allianz-Flotte jedoch noch vor dem Sprungpunkt abfangen können, versucht er, sie kurz vor dem Zusammentreffen auszumanövrieren. Dies gelingt ihm auch, allerdings muss seine Flotte Verluste hinnehmen. Da die Allianz-Flotte jedoch immer noch zu weit vom Sprungpunkt entfernt ist und die Syndiks erneut angreifen, bietet der Kommandeur einer Division, bestehend aus drei Schlachtschiffen, Geary an, sich den Syndiks als Nachhut in den Weg zu stellen, um sie aufzuhalten. Geary nimmt schweren Herzens an, da er weiß, dass dies die Vernichtung der Schlachtschiffe bedeutet. Der Allianz-Flotte gelingt es unter beträchtlichen Verlusten, den Sprungpunkt zu erreichen und in den Sprungraum einzutauchen.
Während der Zeit im Sprungraum wird Geary vom Nachrichtendienst über entschlüsselte, rätselhafte Nachrichten der Syndiks unterrichtet, in denen er einen weiteren Beweis für die Existenz einer unbekannten, nichtmenschlichen Intelligenz sieht, die die Allianz und die Syndiks gegeneinander ausspielt. Darüber hinaus kommt er zu dem Schluss, dass diese nichtmenschliche Spezies über eine unbekannte Informationsquelle in seiner Flotte verfügen muss. Unmittelbar nach der Ankunft im System Ixion trifft Geary die Entscheidung, sofort umzukehren und nach Lakota zurückzuspringen, da die Flotte einen weiteren Kampf gegen die Syndiks, die ihnen ohne Zweifel bereits nach Ixion folgen, nicht überstehen würde.

### Gearys Ehre
Gearys Ehre (engl. Originaltitel Valiant) als vierter Band erschien im Verlag Bastei-Lübbe am 18. August 2011.
Die Rückkehr der fast geschlagenen Allianz-Flotte nach Lakota scheint sich als gut kalkuliertes Risiko herauszustellen.
Geary und der Allianz-Flotte gelingt es in schweren Kämpfen im Sternensystem Lakota zu bestehen und unter anderem einige Überlebende aus den letzten Gefechten zu bergen. Allerdings zerstört eine Syndik-Streitmacht das Hyperraumtor mit ungeahnten Folgen für das ganze Sternensystem Lakota. Die Verschollene Flotte kann weiter Richtung Allianz fliegen.

### Der Hinterhalt
Der fünfte Band Der Hinterhalt (engl. Originaltitel Relentless) ist bei Bastei-Lübbe am 25. November 2011 erscheinen.
Nach der letzten Schlacht sieht die Allianz-Flotte mit gemischten Aussichten nach vorne: die Vorräte sind knapp, Personal und Material erschöpft, viele Schiffe sind schwer beschädigt. Auch die erneute Rettung von Kriegsgefangenen der Allianz-Flotte führt zu keiner Erleichterung.
Die schwersten Krisen der Heimreise folgen unmittelbar aufeinander. Verrat innerhalb der Allianz-Flotte, bei dem auch nicht vor Mord zurückgeschreckt wird und die Offensive der letzten großen Syndikatstreitmacht, die die Allianz-Verteidiger der Allianz/Syndik-Grenze bei Varandal zu überrennen droht, fordern nochmals alles.
Dennoch gelingt das Unmögliche.

### Ein teurer Sieg
Ein teurer Sieg (engl. Originaltitel Victorious) als sechster Band erschien im Verlag Bastei-Lübbe am 18. Mai 2012.
Die Allianz zieht alle verfügbaren Kräfte in Varandal unter nunmehr Admiral Geary's Kommando zusammen und fliegt mit der verstärkten Flotte in das Syndik-Heimatsystem. Dort werden die allerletzten Reserven (insbesondere aus der in Band fünf eingesetzten Syndik-Reserveflotte) besiegt. Der Krieg ist vorbei.
Doch das Zusammenbrechen des Syndikats wollen sich nunmehr auch die ENIGMAs zu Nutze machen. Im Midway-System wird nach einer Drohung mit dem Angriff der ENIGMAs gerechnet. Die Allianz-Flotte fliegt dorthin um die Gefahr für die Menschheit zu bannen.
Die Allianz-Flotte kehrt nach der Rettung Midways nach Varandal zurück.

### Jenseits der Grenze
Jenseits der Grenze (engl. Originaltitel Dreadnaught) als siebter Band der Gesamtserie und erster Band der Nachfolgereihe erschien im Verlag Bastei-Lübbe am 11. Januar 2013.
Als Geary nach Varandal zurückkehrt stehen Teile der Allianz-Flotte kurz vor einem Aufstand. Nach der Deeskalation wird mit allen Schiffen unter der Bezeichnung 1. Flotte hinter die Allianz-Grenze geschickt, um mit der ENIGMA-Rasse zu verhandeln.
Der Raumflug gegen die ENIGMAs bleibt größtenteils ergebnislos, jedoch können 333 Syndik-Bürger aus einem Gefängnis der ENIGMAs gerettet werden. Beim letzten Sprung in ein unbekanntes Sonnensystem, bevor die Reise zurück zur Allianz gehen soll, gerät die Flotte in einen Hinterhalt einer weiteren unbekannten außerirdischen Spezies.

### Ein halber Sieg
Ein halber Sieg (engl. Originaltitel Invincible) ist der achte Band der Romanreihe Die Verschollene Flotte und erschien am 19. April 2013 erstmals in deutscher Sprache.
Admiral Geary und die Allianz-Flotte befreien sich mit Mühe aus dem Hinterhalt der zweiten außerirdischen Rasse (den Bärkühen) um die Heimreise anzutreten. Unterwegs trifft die Allianz-Flotte auf die dritte außerirdische Rasse (die Spinnenwölfe), die mit der zweiten außerirdischen Rasse in einem fortwährenden Konflikt zu stehen scheint. Bei der Ankunft im Syndik-Sternensystem Midway erfahren die Protagonisten, von den Veränderungen in der dortigen Regierungsstruktur und werden von einer kleinen Syndik-Flotte aufgefordert, Erkenntnisse und erbeutete außerirdische Schiffe herauszugeben. Der nächste Konflikt erscheint unausweichlich.

### Die Wächter
Die Wächter (engl. Originaltitel Guardian) ist der neunte Band der Romanreihe und erschien am 11. Oktober 2013.
Die Allianz-Flotte unter Admiral Geary vertreibt die Syndiks aus dem Sternensystem Midway, nachdem diese versucht haben das gewaltige Schlachtschiff einer außerirdischen Rasse für sich zu beanspruchen und von den Separatisten zurückzuerobern.
Begleitet von den Spinnenwölfen tritt die Allianz-Flotte die Heimreise an. Allerdings versuchen die Syndiks mehrfach die Flotte aufzuhalten. Dabei erleidet die Flotte Verluste, um aber den fragilen Frieden zu wahren, schlägt Geary nur verdeckt zurück.
In Varandal angekommen, erklären die Wolfsspinnen weiter zur Erde reisen zu müssen. Daraufhin fliegt die Dauntless zusammen mit den sechs außerirdischen Schiffen zur Erde. Auf der Erde wird der Reisegrund der Spinnenwölfe klar.

### Standhaft
Standhaft (engl.Steadfast) ist der zehnte Band der Romanreihe.
Admiral Geary und die Crew der Dauntless reisen nach einigen Schwierigkeiten im Sol-System zurück ins Gebiet der Allianz, wo der Rest der Ersten Flotte wartet. Während einige Schiffe damit beschäftigt sind, Kriegsgefangene der Allianz zu repatriieren, soll Geary und ein kleiner Teil der Flotte Bürger der Syndikatwelten, die vor politischen Unruhen geflüchtet sind, aus dem Allianz-Gebiet entfernen. Durch die laufende Abrüstung nach Kriegsende steht er vor einem gewaltigen Problem. Insbesondere die Streitkräfte eines abtrünnigen Syndikat-Sternensystems behindern ihn und gefährden die Grenzregion der Allianz. Mit großen Mühen gelingt es ihm, die Grenzregion zu stabilisieren und seinem Auftrag auszuführen.
Zurück in Varandal wollen die Spinnenwölfe in ihre Heimat zurückkehren. Die Reise bis Midway verläuft friedlich. Auf der Rückreise gerät die Allianz-Flotte erstmals mit unbekannten Schiffen aneinander, die sowohl Syndikats- als auch Allianz-Kräfte angreifen. Allerdings gehören diese automatischen Schiffe zu einer im verborgenen gebauten Flotte der Allianz.

### Aufstand der KI
Aufstand der KI (engl. Leviathan) ist der elfte Band der Romanreihe.
Die Handlung setzt unmittelbar im Anschluss an den zehnten Band ein. Die Erste Flotte vernichtet in Varandal die überlebenden automatisierten Schiffe, die bislang zwei Sonnensysteme angegriffen haben.
Im Laufe der nächsten Zeit werden die Umstände der gegenwärtigen Krise immer deutlicher. Ein geheimes Programm zur Verteidigung der Allianz ist aus dem Ruder gelaufen und droht die Allianz zu destabilisieren. Einer Falle kann die Erste Flotte einstweilen entgehen. Die einzige Möglichkeit die Krise zu beenden, ist die Heimatbasis der automatisierten Flotte im Sternsystem Unity Analog zu vernichten.

## Fortsetzungen / Weiterentwicklung der Reihe
Die Reihe Die Verschollene Flotte wurde durch die Romanserie Beyond the Frontier, welche sich mit dem weiteren Schicksal der Allianz und John Gearys befasste, weiterentwickelt. Die Verlorenen Sterne setzt sich mit den zusammenbrechenden Strukturen der Syndikatswelten, aber insbesondere mit den weiteren Entwicklungen im Midway-Sternensystem auseinander.

### Die Verlorenen Sterne
Seit Oktober 2012 wird zudem eine Parallelhandlung (The Lost Stars) um die Nachkriegsordnung der Syndikatwelten im Sternensystem Midway eingeführt.
Die vormaligen CEOs der Syndikatwelten Iceni und Drakon erklären die Unabhängigkeit von Midway und versuchen, im Strudel der untergehenden Syndikatwelten eine stabile Ordnung beizubehalten. Dabei schrecken sie auch vor militärischen Aktionen gegen Streitkräfte der Syndikatwelten nicht zurück und greifen aktiv in die auf einigen Welten tobenden Bürgerkriege ein.
Bisher erschienen sind dazu
- Der Ritter (englisch Tarnished Knight)[18]
- Enigma (englisch Perilous Shield)[19]
- Die Revolte (englisch Imperfect Sword)[20]
- Der Verräter (englisch Shattered Spear)[21]

### The Genesis Fleet
Ursprünglich als The First Stars angekündigt, beschäftigt sich die ab 2017 erscheinende Reihe mit den ersten Jahren der Allianz. Keines dieser Bücher erschien bisher auf Deutsch (Stand 2021).
Bisher erschienen sind dazu
- Vanguard (16. Mai 2017)[22]
- Ascendant (15. Mai 2018)[23]
- Triumphant (21. Mai 2019)[24]

### Outlands
Ab 2021 soll die Nachfolgereihe Outlands (beginnend mit dem Roman Boundless) die Handlung der Hauptromanreihe Die verschollene Flotte fortsetzen. Die Reihe der Verlorenen Sterne soll dahingehend in diese Nachfolgereihe aufgenommen werden.

Bisher erschienen sind dazu
- Boundless (15. Juni 2021)[25]
- Resolute (28. Juni 2022)[26]
- Implacable (4. Juli 2023)[27]